# Onthophagus rectestriatus
Onthophagus rectestriatus là một loài bọ cánh cứng trong họ Bọ hung (Scarabaeidae).